# Праксис
Праксис (від дав.-гр. πρᾶξις) — процес, з якого реалізується деяка теорія, філософська ідея, віровчення тощо. Одна з «вічних тем» філософії, що обговорювалася в працях Платона, Аристотеля, Святого Августина, Френсіса Бекона, Іммануїла Канта, Серена К'єркегора, Карла Маркса, Антоніо Грамші, Мартіна Хайдеггера, Ханни Ардєндре , Ханни Арендт . Застосовується у політичній, освітній та духовній сферах.

## Історія
У давньогрецькому слово праксис (πρᾶξις) означало дії вільних людей. Аристотель вважав, що існує три основні види діяльності людини: теорія (мислення), поезія (творчість) та праксис (дія). Цим видам діяльності відповідали три види знань: теоретичні, кінцева мета яких – істина; поетичні, кінцевою метою яких є виробництво матеріальних об'єктів; і практичні, кінцева мета яких - дія. Аристотель далі розділив знання, отримані з практики, на етику, економіку та політику . Він також розрізняв евпраксію (εὐπραξία, «хороша практика»)  та диспраксію (δυσπραξία, «погана практика, нещастя»)  .

## Марксизм
Август Цешковський — філософ- младогегельянець — був одним із перших, хто використовував термін праксис у значенні «дія, орієнтована на зміну суспільства» у своїй роботі 1838 «Prolegomena zur Historiosophie» («Пролегомена до історіософії»). Соціаліст XIX століття Антоніо Лабріола назвав марксизм "філософією практики". Сам Маркс відзначав цей момент у статті «Тези про Фейєрбаха», де він стверджував, що мета філософії – не пояснювати світ, а змінювати його. Це трактування марксизму з'явилося знову в «Тюремних зошитах» Антоніо Грамші  та у працях Франкфуртської школи.

## Ханна Арендт
У книзі «The Human Condition» (у російському перекладі "Vita activa або про діяльне життя") Ханна Арендт стверджує, що західна філософія занадто часто фокусується на споглядальному житті (vita contemplativa) і нехтує активним життям (vita activa). Це призвело до того, що людство часто упускало більшу частину повсякденної актуальності філософських ідей для реального життя. Для Арендт практика – найвищий та найважливіший рівень активного життя. Таким чином, вона стверджує, що все більше філософів мають займатися повсякденними політичними діями чи праксисом, які вона вважає справжньою реалізацією людської свободи. На думку Арендт, наша здатність аналізувати ідеї, боротися з ними та втілювати їх у життя – це те, що відрізняє нас від тварин.